# Паника
Паниката (от гръцки: πανικός – неудържим страх, произлиза от древногръцкия бог Пан, който имал силата да плаши добитъка и хората от отворени и пусти места) е психологическо състояние на внезапен страх, предизвикан от реална или въображаема заплаха, който надделява над трезвата мисъл. Може да обхваща както само един човек, така и група. Обикновено е придружавана от неконтролируемо желание за бягство. Паническите реакции на хора в кризисна ситуация са често опасни, например при евакуация на сграда тълпата стъпква или задушава падналите и по-бавните.